# Martin R. Dean

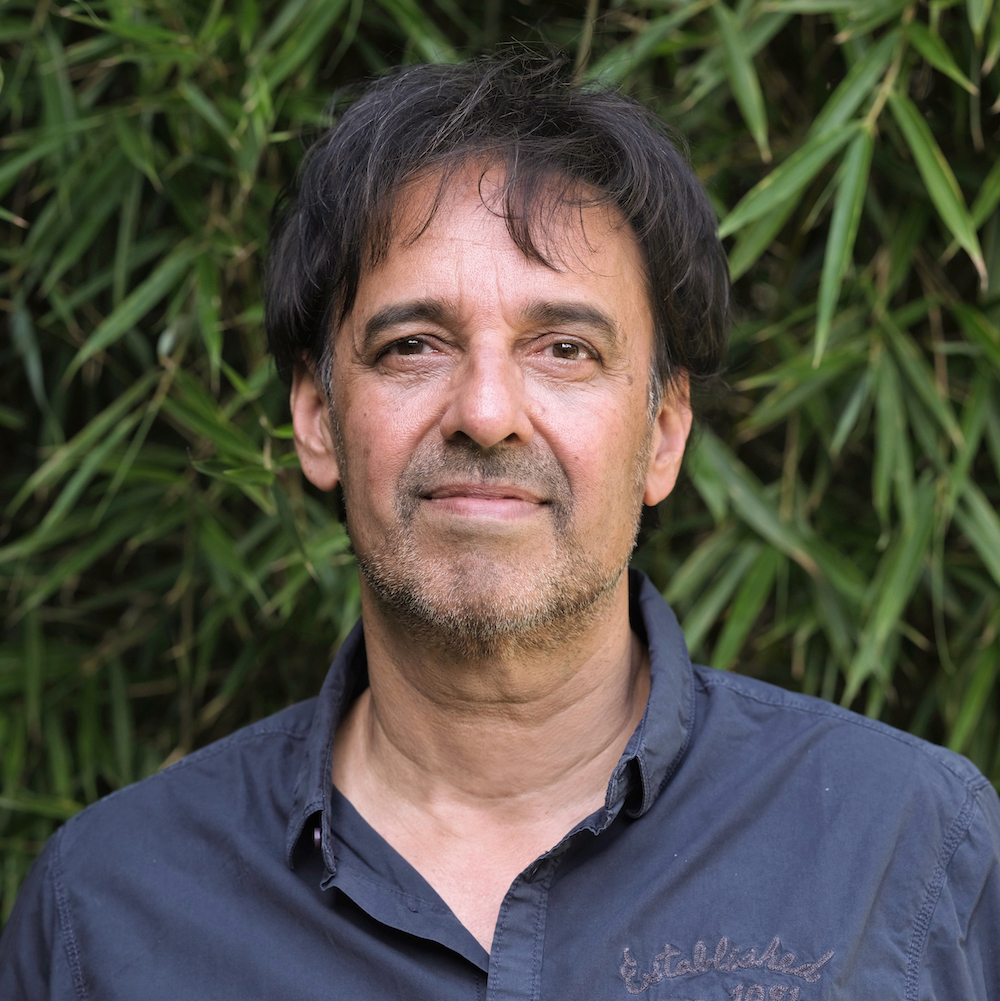
Martin R. Dean

Martin Ralph Dean (* 17. Juli 1955 in Menziken) ist ein Schweizer Schriftsteller und Essayist.

## Leben
Martin R. Dean wuchs in Menziken im Kanton Aargau auf. Seine Mutter war Schweizerin, sein Vater stammte aus Trinidad und Tobago. Er besuchte die Alte Kantonsschule Aarau und studierte anschliessend an der Universität Basel Germanistik, Philosophie und Ethnologie. 1986 schloss er sein Studium «summa cum laude» mit einer Lizentiatsarbeit über Hans Henny Jahnns Roman Perrudja ab.
Im Laufe der Jahre unternahm er zahlreiche Reisen und hielt sich längere Zeit in Italien am Istituto Svizzero di Roma und in Frankreich auf. Seit seinem siebzehnten Lebensjahr weilt er regelmässig in Paris. 1992 war er Stadtbeobachter in Zug. Von 1992 bis 2020 unterrichtete er im Teilzeitpensum Deutsch am Gymnasium in Muttenz bei Basel. Neben seiner schriftstellerischen Arbeit ist er auch als Kolumnist und Essayist für verschiedene Zeitungen tätig, u. a. für die Neue Zürcher Zeitung, die Frankfurter Allgemeine Zeitung, WOZ Die Wochenzeitung und die Aargauer Zeitung.
Martin R. Dean lebt seit 1976 in Basel und ist seit 1995 mit der Kulturwissenschaftlerin Silvia Henke verheiratet, mit der er eine Tochter hat. 2009 und 2020 erhielt er ein sechsmonatiges Atelierstipendium der Landis+Gyr Stiftung in London.

## Literarische Entwicklung

### Magischer Realismus und Surrealismus
Die erste Veröffentlichung Deans, der 1982 im renommierten Carl Hanser Verlag erschienene Roman Die verborgenen Gärten, wurde von der Presse als «Überraschungscoup» beschrieben. Schauplatz der Handlung ist eine alte, von einem labyrinthischen Garten umgebene Villa in Südfrankreich. In ihr verbringt der junge, liebesflüchtige Manuel Kornell auf Einladung des sechzigjährigen, exzentrischen Millionärs Leo Brosamer ein Jahr als «Gardien». Als Gegenleistung verlangt Brosamer einen detaillierten Bericht über seinen Aufenthalt. Bei seinen Besuchen entfaltet Brosamer eine Geschichte des Gartenbaus, von den frühen semitischen Gärten bis zu den französischen Barock- und den englischen Landschaftsgärten, gemäss dem Motto, dass jeder Garten eine Synthese von Kunst und Natur darstellt. So erzählt der Roman gleichzeitig eine Geschichte des Gartenbaus und eine Kulturgeschichte des Natur-Verhältnisses, während die Figuren in den Echoraum antiker Mythologien, vom Labyrinthmythos bis zur Thersitesgestalt, ausgreifen. «Die Verwendung mythischer Bilder und die diskrete, aber ausgiebige Bezugnahme auf philosophische und literarische Diskurse erzeugen eine Vielzahl von Bedeutungsschichten. Kunstfertig erzählt und formal geschlossen, kommt der Roman dem traditionellen Ideal der ästhetischen Ganzheit sehr nahe.» schreibt Rainer Landvogt.
Fünf lose miteinander verknüpfte Erzählungen entwerfen im 1984 erschienenen Werk Die Gefiederte Frau eine surreale Wirklichkeit, in der der Zoo zum Ort der Begegnung zwischen Mensch und Natur (Tier) wird. Verführerische Rituale metaphorisieren das Tierische. Ein Mann gerät im Zoologischen Garten in den Bann einer Frau, die zur «Geburtshelferin seiner Phantasie» wird. Doch in Wahrheit sind ihre verlockenden Gesten für einen Film gedacht, sind nichts anderes als einstudierte Reize, mit denen sie den Mann täuscht und enttäuscht. So entfalten alle Erzählungen ein postmodernes Spiel der Obsessionen und Surrogate, in denen die Wirklichkeit dekonstruiert wird. «Diese [Die Surrogate] haben die Wahrnehmung soweit usurpiert und Abbilder so allgegenwärtig gemacht, daß sich nicht mehr bestimmen läßt, was die ‹Realität› überhaupt ist. […] Die Wirklichkeit hat sich in die mythische Wiederholung archaischer Archetypen verflüchtigt, in der das Subjekt zum Rollenträger zu verkommen droht.»
Deans Schreiben ist in dieser frühen Phase beeinflusst vom Magischen Realismus eines Jorge Louis Borges und dem Surrealismus eines Max Ernst und Marcel Duchamps. Seine Geschichten zeugen von einer ungewöhnlichen Bildphantasie und vertrackten Fabulierlust.
Postmodern ist die Erzählanlage des 1988 veröffentlichten Romans Der Mann ohne Licht, der mit Anleihen des Kriminalromans spielt. Darin treibt Dean die Dekonstruktion des Projekts der Moderne über die Mythen hinaus weiter. Im Zentrum steht der verstummte Schriftsteller Eugen Loder, der vom dreißigjährigen Journalisten Mario Dill für ein Interview aufgesucht wird. In galligen Tiraden äussert sich Loder über die Schweiz und die Eindimensionalität des Projekts der Moderne, umspielt mit seinen Äusserungen das Ende der Geschichte (Francis Fukuyama), verbirgt dabei aber geschickt sein wahres Gesicht hinter einem raffinierten Maskenspiel. Nach seiner Abreise kommt Loder bei einem Feuer in seinem Haus um. Hatte Loder die «Selbstabschaffung des Menschen» exemplarisch an sich vollzogen? Aufschluss darüber soll das nachgelassene Manuskript geben, in dem Loder in die Rolle von Samuel Insull, des Privatsekretärs von Thomas Alva Edison, schlüpft, der den Prozess der «Erhellung der Welt» kritisch begleitet. «In ‹Der Mann ohne Licht› geht es um die materiellen Konsequenzen eines aufklärerischen Denkens, das zur technisch-instrumentellen Vernunft verkommen konnte.»
In seinem autobiographisch ausgerichteten Journal Ausser mir löst Dean das Narrativ des Romans weiter ins Essayistische, Poetologische und Fragmentarische auf. Die einzelnen Kapitel des 1990 erschienenen Werks versammeln surrealistisch sich verrätselnde Alltagsbeobachtungen über die Gesellschaft, sowie Reflexionen über die Natur, die Ästhetik des Schreibens und eine Spurensuche in die Karibik. «Denn das einzig noch mögliche Einende all dieser notierten Fragmente ist das Ich (des Schreibenden) – aber eben dies erweist sich immer wieder als das Fragwürdigste überhaupt.»

### Autobiographisch grundierte Werke
Mit dem 1994 erschienenen Roman Der Guayanaknoten tritt der Autor in seine zweite Schaffensphase, die autobiographisch grundiert ist. Das Erzähl-Ich spaltet sich hier gleich in zwei Erzähler auf. Der eine, Ralf, lebt zurückgezogen in einer Basler Mansarde und schreibt an einem systematischen Grundlagenwerk über Knoten, von denen sich jede mit einer kleinen Geschichte oder Anekdote verbinden lässt. Diese Knoten-Geschichten, die sich um Ralfs multikulturelle Biographie drehen, zeigen ihn als Kind einer Mutter mit norddeutschen Vorfahren und eines aus Trinidad stammenden Vaters. Fremd im eigenen Land, erfährt er von Jugend an den latenten Rassismus. Erweitert wird das Personal um einen jüngeren Bruder, Daniel, der in jeanpaulscher Manier das Gegenteil von Ralf ist: ein nomadisierender, den erotischen Erlebnissen zugewandter Entfesselungskünstler, der auf seinen Reisen durch Italien mit seiner Geliebten Jakobson sich ganz den exzessiven Grenzüberschreitungen widmet. Zuletzt treibt ihn seine Ich-Suche auf die «Vaterinsel» Trinidad, wo sich die Knoten verdichten. Als Lobgesang auf den Knoten wie auf das nicht endende Erzählen führt der Text vor, wie eine einzige Metapher ein ganzes Weltgebäude generiert. Im Medium der Knotengedanken und -bilder reflektiert die Fiktion zugleich unausgesetzt über sich selbst – gibt es doch kaum etwas, das, obgleich von der Knüpfkunst gesagt, nicht auch auf den Roman als solchen zuträfe: ‹Stoffbildende Verfahren› etwa sind beide.
Die Ballade von Billie und Joe, 1997 veröffentlicht, ist ein Liebesroman und zugleich ein Roman über das Kino, überlebensgrosse Gefühle und den Wunsch, die Leidenschaft in die Ewigkeit zu retten. Wie Filmsequenzen folgen die intensiven Erlebnismomente des Paares – der Mathematikstudentin Billie und des Italoschweizers Joe – aufeinander, wobei die Innen- und Aussensicht der Figuren changieren. Indem das Paar seine erotischen Ausbruchphantasien auslebt, jagt es einer unerfüllbaren Sehnsucht nach einer immerwährenden Liebesintensität hinterher. Auf einer wilden Roadmovie-Fahr durch Italien lernen sie den Filmproduzenten Morelli kennen, der ihnen die Wiedergeburt ihrer Liebe und Leidenschaft im und als Film anbietet. Dem aber hält Billie entgegen: «Ein Film ist etwas anderes als das Leben.» Von der Kritik wurde das Buch sowohl gefeiert wie auch abgelehnt. Während Barbara Sichtermann der filmischen Erzählweise eine besondere «poetische Energie» attestiert und die Sprachkunst als «Mythenspender» und «Bilderlieferanten» feiert, beschreibt Peter Henning den Roman als «ambitioniert missraten» Wolfram Schütte dagegen preist den Roman als gelungene Verbindung von Literatur und Kino: «Seit Döblins Alexanderplatz hat es keinen solchen erotischen Wörterrausch und keinen vergleichbaren Liebestaumel in der deutschsprachigen Literatur gegeben [...]»
Als ein Buch des Übergangs und der Verwandlung präsentiert sich Monsieur Fume oder das Glück der Vergesslichkeit, erschienen 1998. Fume ist ein melancholischer Familienmensch, der, im Gegensatz zu den Figuren in Deans vorherigen Büchern, die Flucht in den Alltag antritt. Er ist Wolkenbeobachter, notiert das Flüchtige im Alltag, schreibt fiktive Briefe an Adressaten in aller Welt, die er nie absendet. Wie Fume selber ist auch die Form des Erzählens eine «zerstreute», in ephemeren Szenen auf- und abgeblendet, gleichsam eine Poetik der Knappheit aufbietend. Fume erweist sich als eine wunderbare Erfindung, weil er abheben kann, in verschwenderischem Mass mit Phantasie begabt ist und zu originellen Gedanken fähig ist.

### Selbstfindung im Zeichen des Realismus
Mit dem Roman Meine Väter tritt Dean 2003 in seine dritte, realistische Schaffensphase. Der vierzigjährige Basler Dramaturg Robert ist mit zwei Vätern aufgewachsen; sein leiblicher Vater Ray wie auch sein Stiefvater stammen beide aus Trinidad. Ersterer aber wurde in der Familie totgeschwiegen. Um seine «Vaterlücke» zu schliessen, bricht Robert nach London auf. Er findet seinen Vater Ray nach einem Hirnschlag halbseitig gelähmt und stumm in einem Pflegeheim. Ray hat seine und auch Roberts Geschichte «verschluckt». Damit beginnt Roberts Suche nach seiner indischstämmigen Verwandtschaft in London wie auch in Trinidad, die ihn zurück in die koloniale Vergangenheit führt. Bei seinen Recherchen über Ray trifft er einen Genealogen, der ihm den Stammbaum des ersten, aus Uttar Pradesh ausgewanderten Vorfahren überreicht. Doch ereilt ihn ausgerechnet am Vorabend des örtlichen Karnevals eine Lebensmittelvergiftung, die ihn ins Spital bringt. Pia Reinacher hat den Roman als «gewaltiges literarisches Projekt über Vatersuche und Vatermord, Identitätsverlust und Identitätskonstruktion durch den diffusen Schatten des Vaters» bezeichnet. Hartmut Buchholz sieht die Stärken des Romans in seiner «subtilen Komik» und vor allem im «Atmosphärischen»; Schwächen sieht er dagegen in der Konturierung der Figuren, der Dialogführung und den szenischen Zuspitzungen. Dagegen betont Roman Bucheli die Ernsthaftigkeit, mit der «eine andere, poetische Wirklichkeit» in ihr Recht gesetzt wird. Jochen Schimmang nennt das Buch einen «Abenteuerroman aus dem Echoraum des Kolonialismus.»
Selbstfindung steht auch im Mittelpunkt des 2011 veröffentlichten Romans Ein Koffer voller Wünsche. Filip Shiva Bellinger, Sohn einer Schweizer Arbeitertochter und eines dahergelaufenen indischen Gurus, soll sich mit Maia, einer «ziemlich perfekten» Frau aus gut schweizerischem Haus vermählen. Um seinem Zögern Raum zu geben, reist er nach London, wo er als Angestellter des Reisebüros Helvis Tourism Reisen in die Schweiz an ausländische Touristen verkauft. Diese Annäherung an die Schweiz öffnet ihm die Erinnerung an die Engstirnigkeit und den Rassismus, den er als gemischtethnischer Junge in seiner Heimat erfahren hat. Ausdruck seiner instabilen Identität ist Filips Flunkerei; als «unzuverlässiger Erzähler» hat er immerzu das Bedürfnis, die Wirklichkeit mit seiner Kreativität verschönern zu müssen. Roman Bucheli findet den Roman angesiedelt auf dem «schmalen Grat zwischen Pathos und Parodie.» «Die Stärke [...] ist seine intelligente Unterhaltsamkeit – eine gewisse Schwäche liegt in deren ungleicher Verteilung. Denn erst in der zweiten Romanhälfte schwingt sich das altbekannte Motiv der Schweizflucht zur wahren und verrückten Komödie auf.»
Lucas Brenner im 2014 erschienenen Roman Das falsche Quartett ist ein leidenschaftlicher Lehrer. Besonders bemüht er sich um Nadia, die Schülerin mit den Else Lasker-Schüler Augen. Sein pädagogischer Eros aber wird von seiner Frau Lisa, die gerade als Bildredaktorin einer Zeitung entlassen wurde, missdeutet. Deniz, der türkischstämmige Mitschüler von Nadia, der an Narkolepsie leidet, verliebt sich ebenfalls in sie. Schliesslich begeht Nadia einen Suizidversuch und wird in eine Klinik eingewiesen. Mit der (Klassen-)Lektüre von Goethes Werther und anderen Büchern will Brenner sie zu einer Reflexion über den Selbstmord führen. Als sie sich dennoch vor einen Zug wirft und stirbt, hängt er seinen Job an den Nagel und zieht sich in eine Berghütte im Kanton Tessin zurück. Als Liebes- und Lebensroman steht Das falsche Quartett im Echoraum von Goethes Die Wahlverwandtschaften. Er ist «eine luzide Studie über Adoleszenz, jene biografische Etappe, in der die Nicht-mehr-Kinder und Noch-nicht-Erwachsenen um Identität und Selbstvergewisserung ringen – und mit ihren Dämonen kämpfen, nicht zuletzt mit dem Dämon erwachender Sexualität.»
In Verbeugung vor Spiegeln. Über das Eigene und das Fremde, erschienen 2015, beschreibt Dean verschiedene Arten der Selbstbegegnung. Als Spaziergänge durch die Gärten des Fremden finden sich darin nicht nur Porträts von Paris und London, von Gärten und Autoren, sondern auch Bezüge zum eigenen Werk, insbesondere zu seinem Stiefvater. Der Cantus Firmus aller Essays bildet die Grundthese, dass das Fremde am Verschwinden sei und somit auch das Wagnis der Differenz stetig kleiner werde. Roman Bucheli weist darauf hin, dass Dean gerade auch da über sich selber schreibt, «wo er als subtiler Exeget andere Autoren liest». Das Buch stand 2015 auf der Shortlist des Schweizer Buchpreises.
Im Roman Warum wir zusammen sind von 2019 erfährt das Ehepaar Irma und Marc bei der Feier seines zwanzigsten Hochzeitstages, dass ihr Sohn Matti mit Irmas bester Freundin ein Verhältnis hat. Diesem Schock folgt die langsame Zersetzung der Ehe. Nicht nur diese Ehe, auch die der anderen Freundespaare, die sich regelmässig in einem Wochenendhaus, einer Art Versuchslabor für die Zukunft, treffen, stehen auf Messers Schneide. Während die Gesellschaft in den Nuller- und Zehnerjahren von Krisen und Katastrophen geprägt ist, hat sich auch bei diesen Paaren jede Sicherheit aufgelöst. Ein neues Zeitalter mit neuen Formen des Zusammenlebens kündigt sich an. Zeit, nochmals zu fragen, warum man zusammen ist und wie man am besten zusammenlebt. Dem Autor gelingt ein dialogstarker Roman über «die Herausforderungen des Zusammenseins und Zusammenbleibens in der chronischen Midlife-Crisis.» Philipp Theisohn sieht darin auch einen Zeitroman: «Dieser Text zeigt uns die Manufactum-Version von Tinder: eine Gesellschaft, die «Eifersucht» sagt, aber eigentlich libidinöse Defizienz meint, eine Ansammlung von Paaren, die ihre Vulgarität zwar nicht beim Sexting, aber immerhin beim Übersetzen französischer Gegenwartsliteratur lernen. Solche Leute mögen Grund zur Unzufriedenheit haben, aber Mitleid haben sie keines verdient. Und Dean ist viel zu klug, um es ihnen zu gewähren.»
Deans Werk umfasst zudem zwei Theaterstücke, von denen eines, Gilberts letztes Gericht, 1992 am Theater Basel unter Frank Hoffmann uraufgeführt wurde. Eine wachsende Zahl von weit herum beachteten Essays begleitet sein Schreiben, in denen er über gesellschaftspolitische Themen wie Rassismus, Medizingeschichte, Stadtarchitektur oder Ästhetik nachdenkt. 2005 erschien Zwischen Fichtenbaum und Palme, eine kommentierte Textsammlung für den interkulturellen Deutschunterricht an Mittelschulen. Martin R. Dean ist zurzeit der einzige nichtweisse Schweizer Schriftsteller. Immer wieder mischt er sich in laufende Debatten ein. Seine Bücher sind ins Französische, Dänische, Holländische und Schwedische übersetzt.

## Werke
- Die verborgenen Gärten. Roman. Carl Hanser, München 1982.
- Die gefiederte Frau. Fünf Variationen über die Liebe. Carl Hanser, München 1984. DTV, München 1987, ISBN 3-423-10758-8.
- Der Mann ohne Licht, Roman. Carl Hanser, München 1988. DTV, München 1996, ISBN 3-423-12139-4.
- Außer mir. Ein Journal. Carl Hanser, München 1990.
- Gilberts letztes Gericht. Drama. Verlag der Autoren, Frankfurt am Main 1990. (Theater Basel, 1992)
- Der Guayanaknoten. Roman. Carl Hanser, München 1994. DTV, München 1997, ISBN 3-423-12304-4.
- Die Ballade von Billie und Joe. Roman. Carl Hanser, München 1997, ISBN 3-446-18925-4.
- Monsieur Fume oder Das Glück der Vergeßlichkeit. Kurzprosa. Carl Hanser, München 1998, ISBN 3-446-19481-9.
- Mit Silvia Henke: Schlaflos. Verlag der Autoren, Frankfurt am Main 1999.
- Meine Väter. Roman. München: Carl Hanser 2003. München: DTV 2005: ISBN 3-423-13306-6.
- Zwischen Fichtenbaum und Palme. Kommentierte Textsammlung für den interkulturellen Deutschunterricht an Mittelschulen. h.e.p. Verlag, Bern 2005, ISBN 3-03905-149-0.
- Ein Koffer voller Wünsche. Roman. Jung und Jung, Salzburg 2011, ISBN 978-3-902497-92-5.
- Falsches Quartett, Roman. Jung und Jung, Salzburg 2014, ISBN 978-3-99027-052-3.
- Verbeugung vor Spiegeln. Über das Eigene und das Fremde. Jung und Jung, Salzburg 2015, ISBN 978-3-99027-069-1.
- Warum wir zusammen sind. Roman. Jung und Jung, Salzburg 2019, ISBN 978-3-99027-228-2.[24]
- Mit Angélique Beldner: Der Sommer, in dem ich Schwarz wurde. Atlantis/Kampa, Zürich 2021, ISBN 978-3-7152-5000-7.
- Ein Stück Himmel. Roman. Atlantis, Zürich 2022, ISBN 978-3-7152-5001-4.
- Tabak und Schokolade. Roman. Atlantis, Zürich 2024, ISBN 978-3-7152-5039-7.

### Essays (Auswahl)
- Der Flügelschlag eines brasilianischen Schmetterlings. Thomas Manns «Bekenntnisse des Hochstaplers Felix Krull» als Modell weltläufigen Erzählens. In: Neue Zürcher Zeitung. 9./10. Dezember 2006 (online).
- Nach Hause kommen. In: Neue Zürcher Zeitung. 24. Dezember 2018 (online)
- Die Sterblichkeit der Dinge nimmt zu. In: Neue Zürcher Zeitung. 18. Juli 2019 (online).
- Wie farbig ist die Schweiz? In: NZZ am Sonntag. 13. Dezember 2020 (PDF); 962 KB; abgerufen am 30. August 2021.
- Der geöffnete Körper macht uns sprachlos. In: Neue Zürcher Zeitung. 25. Januar 2021 (online).
- Ade, du weisse Selbstverständlichkeit. In: Frankfurter Allgemeine Zeitung. 3. August 2021 (online).
- Die Schweiz muss sich mit ihrem spezifischen Rassismus auseinandersetzen. In: NZZ am Sonntag. 12. Dezember 2020 (online).

## Auszeichnungen und Ehrungen
- 1983: Rauriser Literaturpreis für Die verborgenen Gärten
- 1988: Aargauer Literaturpreis
- 1988: Literaturpreis des Kulturkreises im Bundesverband der Deutschen Industrie
- 1988: Werkauszeichnung Migros-Genossenschaft
- 1988/89: Stipendiat im Istituto Svizzero in Rom
- 1990: Preis der Frankfurter Autorenstiftung
- 1992: Stadtbeobachter in Zug
- 1994: Gesamtwerkspreis der Schweizerischen Schillerstiftung
- 1997: Gastdozentur als Poet in residence an der Universität-Gesamthochschule Essen
- 1999: Förderpreis der Akademie der Künste, Berlin, Kunstpreis Berlin
- 2003: Einzelwerkpreis der Schweizerischen Schillerstiftung
- 2009 und 2020: Atelierstipendium der Landis+Gyr
- 2024: Nomination für den Schweizer Buchpreis mit Tabak und Schokolade